# Kajar (Trangkil)
Kajar is een bestuurslaag in het regentschap Pati van de provincie Midden-Java, Indonesië. Kajar telt 3606 inwoners (volkstelling 2010).